# Voltinia danforthi
Voltinia danforthi is een vlindersoort uit de familie van de prachtvlinders (Riodinidae), onderfamilie Riodininae.
Voltinia danforthi werd in 1999 beschreven door Warren, A & Opler.